# フォレストカントリー倶楽部
フォレストカントリー倶楽部（フォレストカントリーくらぶ）は、新潟県新発田市万代に広がるゴルフ場である。

## 概要
フォレストカントリー倶楽部は、新たなゴルフ場建設に向け、「株式会社隆産業」がゴルフ場経営に乗り出したことに始まる。コース設計は、ゲーリー・プレーヤーに依頼し、工事は大成建設株式会社が行い、1974年（昭和49年）9月15日、36ホール規模のゴルフ場が開場した。
その後、2006年（平成18年）1月、隆産業は、経営破綻状態となったため、「小山観光開発株式会社」相手に営業譲渡による私的再生策について交渉、同年3月、隆産業は、会員の同意を得て、小山観光開発にゴルフ場を営業譲渡した。
小山観光開発は、「新潟フォレストカントリー倶楽部株式会社」を設立、コース名をフォレストゴルフクラブから「フォレストカントリー倶楽部」に名称変更、2006年（平成18年）3月17日、新経営者により新生オープンされた。 
コースは、蒲原平野を見渡すなだらかな丘陵コースで、コース間は松林によってセパレートされ、池やバンカーが効果的に配され戦略性を高めている。また、日本のプロゴルフメジャー大会の1つ、日本ゴルフ協会主催競技でもあり、日本選手権大会に相当する、日本オープンゴルフ選手権競技大会の開催実績がある。

## 所在地
〒959-2393 新潟県新発田市万代855番地

## コース情報
- 開場日 - 1974年9月15日
- 設計者 - ゲーリー・プレーヤー
- 面積 - 1,650,000m2（約49.9万坪）
- コースタイプ - 丘陵コース
- コース - 36ホールズ、パー144、13,820ヤード、コースレート 西コース 71.7、東コース72.4
- グリーン - 2グリーン、ベント（ペンクロス）
- プレースタイル - 乗用カート(5人乗り)、自走式、全組キャディ付き
- 練習場 - 22打席 230ヤード
- 休場日 - 年中無休、クローズ1月-3月[4][5]

## クラブ情報
- ハウス面積 - 5,149m2（1,557坪）
- ハウス設計 - 大成建設株式会社
- ハウス施工 - 大成建設株式会社[4][5]

## ギャラリー
- コース - 「フォレストカントリー倶楽部」、西コース、「フォレストカントリー倶楽部」、東コース
- ハウス - 「フォレストカントリー倶楽部」、倶楽部案内

## 交通アクセス
鉄道（JR東日本）
- 羽越本線 - 月岡駅よりタクシー利用 約10分
- 白新線 - 豊栄駅よりタクシー利用 約20分

道路
- 日本海東北自動車道 - 豊栄ICより 15km
- 常磐自動車道 - 安田ICより 20km[6]

## メジャー選手権
- 1982年（昭和57年） - 第15回 日本女子オープンゴルフ選手権競技大会[7]

## 関連文献
- 『ゴルフ場ガイド 東版』2006-2007、「フォレストカントリー倶楽部（新潟県）」、東京 ゴルフダイジェスト社、2006年5月、2020年10月30日閲覧